# Arnold Schönberg
Arnold Schönberg, teljes nevén Arnold Franz Walter Schönberg, más írásmóddal Schoenberg (Ausztria, Bécs, 1874. szeptember 13. – USA, Los Angeles, 1951. július 13.) osztrák zeneszerző, a dodekafónia és a szerializmus technikájának megalkotója. Tanárként is a század legnagyobb hatású egyéniségei közé tartozott.

## Ifjúsága
Apja, a Szécsényből Pozsonyba, majd Bécsbe költözött Samuel Schönberg kis cipőbolt tulajdonosa volt Bécs II., akkoriban főként zsidók lakta kerületében; sem ő, sem a felesége nem volt különösebben muzikális. A család tagjai között akadt két hivatásos énekes, a zeneszerző bátyja, Heinrich Schönberg, ill. unokatestvére, Hans Nachod. Az utóbbi tehetséges tenor énekes volt, ő énekelte először Waldemar szerepét Schönberg Gurre-Liederében (Gurre-dalok; 1900–01). Schönberg még nem volt 9 éves, amikor megírta első kis darabjait két hegedűre, majd két hegedűre és brácsára írott vonóstriók kerültek ki a tolla alól. Meghatározó volt a találkozása Oskar Adlerral, a későbbi híres asztrológussal, aki arra biztatta, tanuljon meg csellózni, hogy barátai társaságában vonósnégyeseket játszhassanak. Schönberg azonnal hozzálátott a vonósnégyesek komponáláshoz.
Hogy apja halála után (1890) a család anyagi helyzetén javítson, 1895-ig banktisztviselőként dolgozott. Ekkoriban barátkozott össze Alexander von Zemlinskyvel, az ígéretes fiatal zeneszerzővel, annak az amatőr zenekarnak a karmesterével, amelyben csellózott. Zemlinsky instrukciókkal látta el Schönberget a zeneszerzéssel, az összhangzattannal és az ellenponttal kapcsolatban. Ennek eredményeképpen született meg Schönberg első nyilvánosság előtt bemutatott műve, a D-dúr vonósnégyes (1897). A darabot, amelynek stílusán erősen érződik Brahms hatása, igen jól fogadta a bécsi közönség.

## Az első érett művei
Pályafutásának fontos állomása volt 1899. Ekkor írta meg Verklärte Nacht („Megdicsőült éj”) című vonósszextettjét, egy ízig-vérig romantikus programzenei alkotást, Richard Dehmel azonos című költeménye alapján. A programzenei jelleg és a szokatlan harmóniavilág miatt a művet csak 1903-ban mutatták be, a közönség heves elutasítása közepette. Ennek ellenére ez lett egyik legnépszerűbb szerzeménye, mind eredeti formájában, mind pedig a későbbi vonószenekari változatban.
Anyagi okokból 1901-ben Berlinbe költözött. Feleségül vette barátja húgát, Mathilde von Zemlinskyt, és az Überbrettl nevű művészkabaré zeneigazgatójaként helyezkedett el, de ő volt a társulat komponistája és karmestere is. Ezt a munkát azonban sem anyagilag, sem művészileg nem találta kielégítőnek. Richard Strauss zeneszerző segítségével tanári álláshoz jutott a Stern Konzervatóriumban, és közbenjárásával elnyerte az Általános Német Zeneegylet Liszt-ösztöndíját. Bécsbe visszatérvén 1903-ban megismerkedett Gustav Mahler osztrák zeneszerzővel, aki feltétlen híve és támogatója lett.
Schönberg következő jelentős alkotása a d-moll vonósnégyes (1904; op. 7) volt. A kompozíció sűrű zenei szövete és szokatlan formája (a klasszikus négytételes vonósnégyesforma helyett egyetlen, megszakítás nélkül előadott, közel 50 perces darab szólal meg) ugyancsak megnehezítette befogadását az 1907-es bemutatón. Hasonló formában íródott az E-dúr kamaraszimfónia is (1906), amelyben hátat fordít az óriási posztromantikus zenekarnak. A művet 15 főből álló kamaraegyüttes szólaltatja meg, s ez akkoriban még meglehetősen szokatlannak számított.

## Továbblépés a tonalitástól
Eddig Schönberg minden műve szigorúan tonális volt, vagyis a darabok egy bizonyos hangnemben íródtak, egy bizonyos hang köré felépítve. Amint azonban a harmóniák és a dallamok egyre összetettebbé váltak, a tonalitásnak már nem volt olyan fontos szerepe. A 2. vonósnégyes (1907–08) utolsó tételében nemcsak eljutott a tonalitás határáig, hanem meg is haladta azt. Ez a műve azért is úttörőnek számít a műfajban, mert az első olyan vonósnégyes, amelyben énekszólam található.
A Három zongoradarab (1909; op. 11) az első olyan kompozíció, amely teljes egészében szakít a tonalitás elvével.
Általában atonálisnak nevezik azokat a műveket, amelyekben nincs egyetlen tonális központ, és a hangok harmóniai vagy dallamkombinációja előfordulhat bárminemű korlátozás nélkül (maga Schönberg szívesebben használta a „pántonális” megjelölést). Legfontosabb atonális szerzeményei közé tartozik az Öt zenekari darab (1909; op. 16), az Erwartung (Várakozás; 1924; op. 17) című monodráma szoprán hangra és zenekarra, a Pierrot Lunaire (1912; op. 21, 21 énekbeszéd („melodráma”) kamarazenekari kísérettel), a Die glückliche Hand (A sors keze; 1924; zenés dráma, op. 18) és az 1917-ben elkezdett Die Jakobsleiter (Jákob lajtorjája) című befejezetlen oratóriuma.
Ekkoriban már kezdték elismerni korábbi műveit. 1913. február 23-án Bécsben előadták Gurrelieder című dalciklusát. A terjedelmes kantáta megszólaltatásához igen nagy létszámú vokális és hangszeres előadói gárdára van szükség. Mahler 8. (Esz-dúr) szimfóniája (Ezrek szimfóniája) mellett Schönberg Gurreliedere a posztromantikus stílus legkiemelkedőbb példája. A darabot óriási lelkesedéssel fogadta a közönség.
Megélhetési gondjai miatt 1911-ben újból Berlinbe költözött, de 1915-ben a háborús állapotok miatt vissza kellett térnie Ausztriába, és katonai szolgálatra kellett jelentkeznie Bécsben. 1916–17-ben több rövidebb időszakot töltött az osztrák hadseregben, majd egészségügyi okokból végleg fölmentették. A háborús években szinte alig szerzett zenét. Tevékenységében részben katonai szolgálata gátolta, részben ekkor mindenekelőtt azzal foglalkozott, hogyan tudná megoldani a tonalitástól való eltávolodás adta szerkezeti problémákat. Egy olyan új rendezőelvet akart bevezetni, amelynek segítségével a rendelkezésére álló gazdag harmónia- és dallamvilágot megfelelően kezelheti. Ezt végül 1921 júliusában találta meg a tizenkét, csak egymásra vonatkoztatott hanggal való komponálás módszerében. Ekkor kezdett el dolgozni első tizenkét hangú (dodekafón) darabján, az op. 25-ös Zongoraszvit-en, és ennek az elvnek alkalmazásával írta meg a sokak által legjelesebb alkotásának tartott operáját, az 1903-ban elkezdett Moses und Aron-t („Mózes és Áron”).
Schönberg ezután is alkalmazta a tizenkét hangú kompozíciós technikát, bár időről időre visszatért a hagyományos tonalitáshoz, mondván, hogy „még sok jó zenét kell megírni C-dúrban”. Későbbi tonális szerzeményei többek között a Szvit vonószenekarra (1934), az Orgonavariációk egy recitativóra (1940; op. 40) és a Téma variációkkal fúvószenekarra (1943; op. 43 A).

## Az első világháború után
Az első világháború után zenéjét egyre szívesebben fogadták, de az általa kifejlesztett tizenkét hangú kompozíciós technika továbbra is heves vitákat váltott ki. 1925-ben meghívást kapott a berlini Porosz Művészeti Akadémia zeneszerzői mesteriskolájának vezetésére.
Úgy látszott, hogy pályafutásának csúcsára ért: tanári tevékenységét elismerték, és egymás után születtek fontos művei: a 3. vonósnégyes (1921; op. 30), a Von heute auf morgen (Máról holnapra; 1928–29, bemutató: 1930) című opera, a Begleitungsmusik zu einer Lichtspielszene (Kísérőzene egy filmjelenethez; 1929–30). A nemzetiszocializmus uralomra jutása (1933) után elbocsátották az akadémiáról. Rövid párizsi tartózkodása idején visszatért ifjúkorában elhagyott zsidó vallásához, majd az USA-ba emigrált. Bostonban a Maikin Konzervatóriumban kapott állást, 1934-ben pedig Kaliforniába költözött, s ott töltötte élete hátralévő részét. 1941-ben amerikai állampolgár lett.

## Az Amerikai Egyesült Államokban

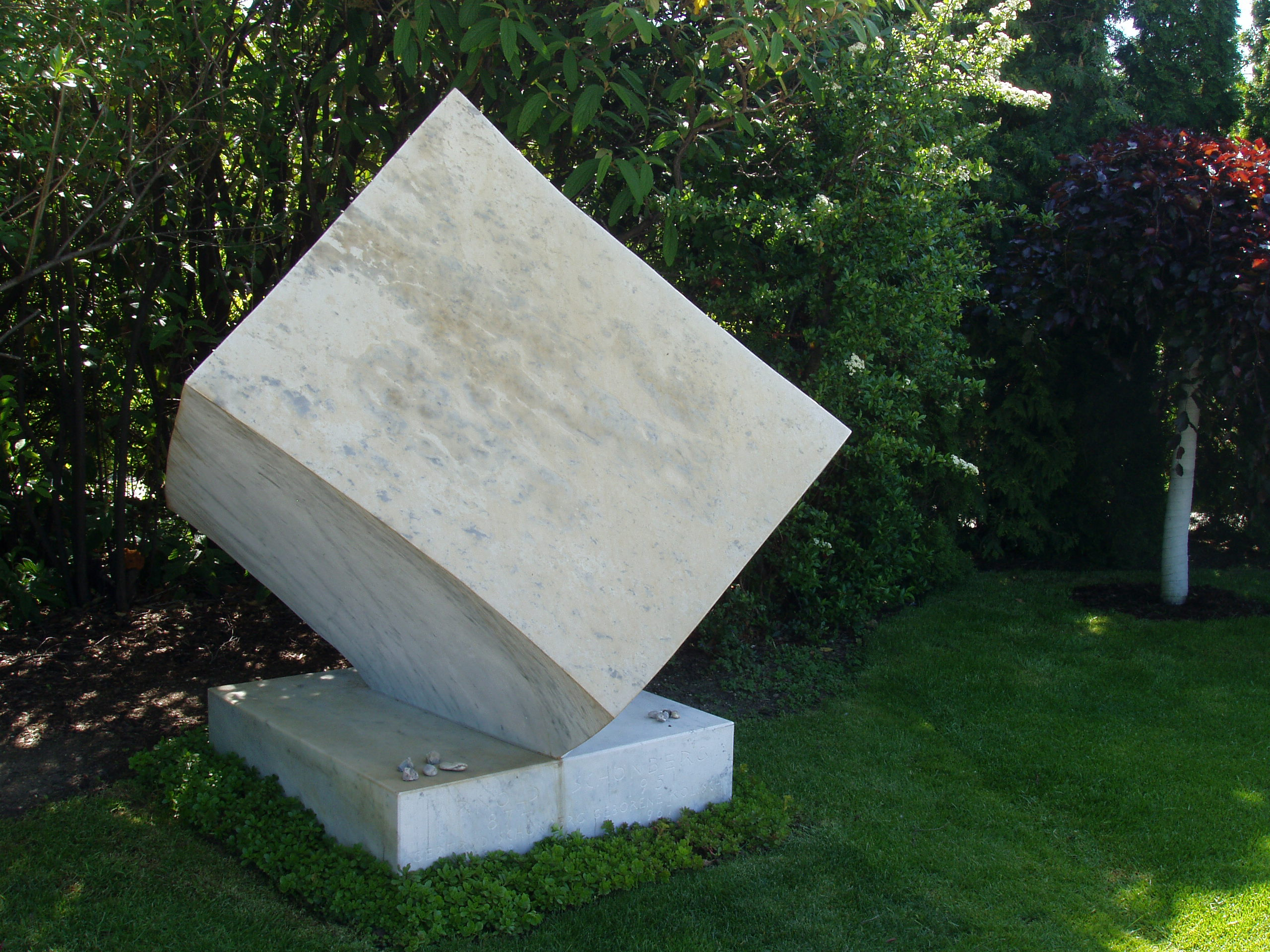
Schönberg sírja Bécsben

Legfontosabb amerikai munkái a dodekafónia módszerének egyre tökéletesebb és szabadabb alkalmazásáról tanúskodnak. E korszak kiemelkedő alkotása többek között a Hegedűverseny (1934–36; op. 36), a 4. vonósnégyes (1936; op. 37), a Zongoraverseny (1942; op. 42), valamint a Fantázia hegedűre zongorakísérettel (1949; op. 47). Több zsidó vonatkozású műve is született ekkor, például a Kol Nidre vegyeskarra, beszélőre és zenekarra (1938; op. 39), valamint az Előjáték a Genezis-szvithez zenekarra és vegyes karra (1945; op. 44).

## Tanárként
A Dél-Kaliforniai (1935–36), majd Los Angelesben a Kaliforniai Egyetem (1936–44) tanára volt.
Schönberg korának egyik legnagyobb hatású zenepedagógusa is volt. Ismertebb tanítványai: Alban Berg, John Cage, Hanns Eisler, Lou Harrison, Níkosz Szkalkótasz, Anton Webern ès Dave Brubeck.

## Emlékezete
Sírja a bécsi Wiener Zentralfriedhofban található.

## Magyarul megjelent művei
- A zeneszerzés alapjai; sajtó alá rend. Gerald Strang, ford. Tallián Tibor; Zeneműkiadó, Bp., 1971
- Arnold Schoenberg levelei; vál., szerk. Erwin Stein, ford. Tallián Tibor; Zeneműkiadó, Bp., 1974
- Írások az új zenéről; tan. Arnold Schönberg et al.; vál., szerk., előszó Ignácz Ádám, ford. Balázs István, Ignácz Ádám; Rózsavölgyi, Budapest, 2020 (Zeneszerzők írásai)

### Bibliográfia
- Josef Rufer: The Works of Arnold Schönberg (1962)
- Dika Newlin: Bruckner Mahler Schönberg (javított kiadás, 1978)
- H. H. Stuckenschmidt: Arnold Schönberg (1959)
- Willi Reich: Schönberg: A Critical Biography (1971)
- Eberhard Freitag: Arnold Schönberg mit Selbstzengnissen und Bilddokumenten (1994)

### Magyar nyelven
- Arnold Schönberg: A zeneszerzés alapjai (Zeneműkiadó Budapest, 1971)
- Arnold Schoenberg levelei (válogatta és szerkesztette Erwin Stein, Zeneműkiadó Budapest, 1974)
- Arnold Schoenberg: A tizenkétfokú komponálás előzményeiről, in: Fábián Imre: A huszadik század zenéje (Zeneműkiadó Budapest, 1966)
- Arnold Schoenberg: Komponálás tizenkét hanggal, in: Fábián Imre: A huszadik század zenéje (Zeneműkiadó Budapest, 1966)
- Arnold Schoenberg: Leverkühn Zwölfton-gulyása, in: Fábián Imre: A huszadik század zenéje (Zeneműkiadó Budapest, 1966)
- Arnold Schoenberg: Az új zenéről, in: Fábián Imre: A huszadik század zenéje (Zeneműkiadó Budapest, 1966)